# Phyllonorycter cytisella
Phyllonorycter cytisella es una polilla de la familia Gracillariidae. Es endémica de Canarias y se distribuye por Gran Canaria, La Palma y Tenerife.

## Ecología
Las larvas se alimentan de Chamaecytisus palmensis y Chamaecytisus proliferus. Minan las hojas de su planta huésped. Crean una mina en la superficie inferior, con pliegues profundos. La mina contrae fuertemente la hoja. La pupación tiene lugar dentro de la mina.